# 道南街道 (满洲里市)
道南街道，是中华人民共和国内蒙古自治区呼伦贝尔市满洲里市下辖的一个乡镇级行政单位。

## 行政区划
道南街道下辖以下地区：
云杉社区、丁香园社区、阜城社区和天桥社区。